# Ежозерский заказник
Ежозерский заказник — гидрологический заказник создан для охраны озера Ежозера, ландшафтный памятник природы регионального значения, расположенный в акватории озера Ежозеро на территории Вытегорского района Вологодской области. Природная ценность памятника заключается в живописности пейзажей и возможности регламентированной рекреационной нагрузки.

## История создания
Памятник природы Ежозерский заказник общей площадью 3013 га был выделен в соответствии с решением исполнительного комитета Вологодского областного совета народных депутатов от 31.10.1983 № 602 «Об утверждении в Вытегорском районе государственных заказников и памятников природы областного значения».
На основании постановления правительства Вологодской области от 14.09.2009 № 1377 было утверждено положение о памятнике природы «Ежозерский заказник» Вытегорского муниципального района Вологодской области.

## Расположение, геология, флора и фауна
Государственный заказник, памятник природы, расположен на водораздельной части Мегорской гряды. Он выделяется как своеобразный образец холмисто-озерного Мегорско-Андомского ландшафтного района. Территория образована столообразными возвышенностями — звонцами, моренными холмами и грядами. С востока один из таких массивов ограничивает Ежозеро.
В западной и южной части от озера преобладают равнины, здесь имеются два болота переходного типа. Первое — Большое Сухарево — площадью около 1000 гектаров и начинается от западного берега озера, второе расположено южнее реки Ежрека, оно протягивается по дну лощины.
14 % площади природного памятника занимают акватории озёр Ежозеро — 230 га, Надречозеро — 96 га, Чекчозеро — 14 га. Ежозеро овально-вытянутой формы имеет значительное лопастное расчленение. В этот водоём впадают пять ручьев, которые в летнее время пересыхают; от этого озера берёт своё начало река Ежрека, которая впадает в реку Кимрека — приток реки Мегры. Три острова с зарослями ольхи и ивы расположились в акватории Ежозера. Ежозеро эвтрофируется, здесь большое содержание фтора и азота. В прибрежной зоне растёт тростник озерный, осока острая, хвощ речной, хвощ топяной, местами — рогоз широколистный. На юге озера имеется сплавина до 200 метров шириной. Из растений с плавающими листьями здесь можно встретить гречиха земноводная, кубышка жёлтая, стрелолист; из погруженных — ежеголовник и рдест пронзенный. В ихтиофауне модно обнаружить плотву, окуня, ерша, обычную щуку, редки налим, карась, лещ, язь. На одном из островов обитает и гнездится крупная колония чаек.
Хвойные леса находятся лишь по южному побережью Ежозера. В них присутствуют ельники зеленомошные: черничники свежие, кисличники и реже влажные черничники.
По площади в этом заказнике в основном занимают мелколиственные вторичные леса, которые образовались на вырубках. Древостои образованы березой бородавчатой, осиной, березой пушистой, ольхой чёрной и ольхой серой. Много осинников. До 20 % площади таких лесов приходится на березняки, и столько же на ольшаники, которые возникли при зарастании заброшенных сенокосов и пашен.
320 видами высших растений представлена в заказнике. Встречаются редкие виды цветковых растений, которые занесены в Красную книгу Вологодской области: пальчатокоренник Траунштейнера, надбородник безлистный, гнездовка настоящая, мякотница однолистная, колокольчик рапунцелевидный, валериана волжская, баранец обыкновенный, латук сибирский, пузырчатка средняя и стрелолист плавающий, из лишайников — лобария лёгочная. 30 представителей флоры относятся к редким.
Сложность рельефа и разнообразие растительных групп позволила определить этот заказник для богатой фауны. 71 вид птиц зарегистрирован в этом природном памятнике. 6 видов птиц, занесены в Красную книгу Российской Федерации: орлан-белохвост, гагара чернозобая, подорлик большой, скопа, белая куропатка, кроншнеп большой; 3 вида птиц, занесены в Красную книгу Вологодской области: коршун чёрный, гагара краснозобая, лунь полевой; имеются редкие для области: трёхпалый дятел, чеглок и обыкновенная каменка.
На побережье Ежозера свою среду обитанию нашли: водяная полевка, ондатра и норка американская. В лесах и на болотах встречаются заяц-беляк и лось, водятся в этих лесах и кабаны, лисицы, горностаи, хорьки чёрные, полёвки рыжие и красные, белки.

## Охрана
Задачей выделения памятника природы является сохранение холмисто-озерных эталонных геосистем Мегорско-Андомского ландшафтного района. Охрана редких представителей флоры и фауны.
Охрану памятника осуществляет департамент природных ресурсов и охраны окружающей среды Вологодской области.

## Документы
- Постановления правительства Вологодской области от 29.05.2012 № 555 «Об утверждении положений об особо охраняемых природных территориях в Вытегорском районе Вологодской области».